# فيل دي روين
فيل دي روين (بالإنجليزية: Fil da Rueun)‏ هو أحد جبال سلسلة جبال الألب غلاروس وجزء من القمة الأم يقع في كانتون غراوبوندن، سويسرا. يبلغ ارتفاع الجبل حوالي 2351 متر، بينما يبلغ ارتفاع نتوء الجبل 152 متر.